# Sylvietta
Sylvietta és un gènere d'ocells, de la família dels macrosfènids (Macrosphenidae). Els ocells d'aquest gènere estan inclosos en els coneguts com tallarols africans. Anteriorment classificat a la família parafilètica Sylviidae, ara es considera que pertany a una família recentment reconeguda que només es troba a l'Àfrica, Macrosphenidae.
Segons la classificació del Congrés Ornitològic Internacional (versió 15.1, 2025), aquest gènere conté nou espècies:
- Sylvietta brachyura - cròmbec septentrional.
- Sylvietta whytii - cròmbec cara-roig.
- Sylvietta philippae - cròmbec de Philippa.
- Sylvietta rufescens - cròmbec becllarg.
- Sylvietta isabellina - cròmbec isabelí.
- Sylvietta ruficapilla - cròmbec cap-roig.
- Sylvietta virens - cròmbec verdós.
- Sylvietta denti - cròmbec ventregroc.
- Sylvietta leucophrys - cròmbec cellablanc.